# Posición de loto

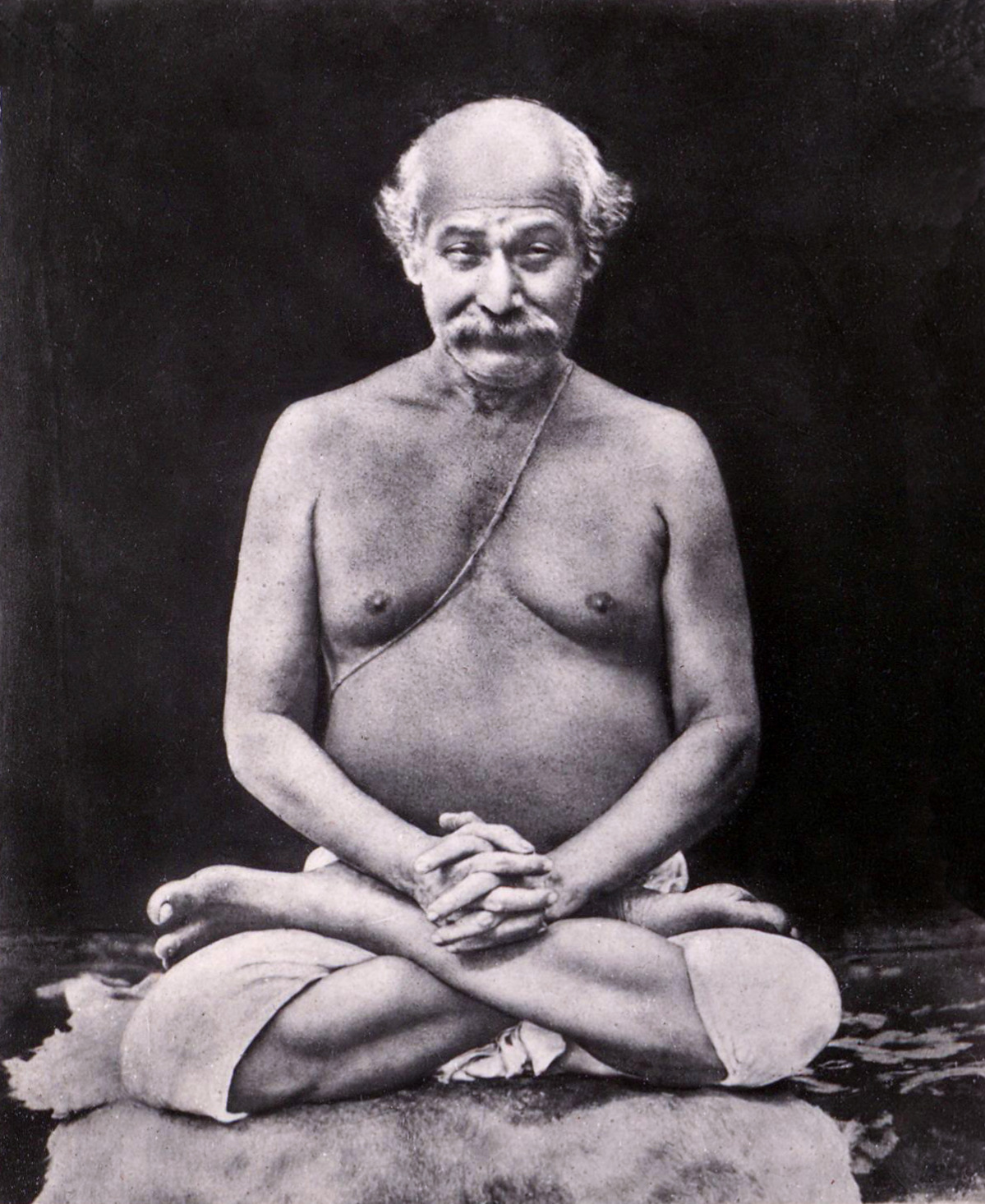
Fotografía de un yogui, llamado Lahiri Mahāśaya, realizando la «postura del loto».

Padmasana o posición de loto(también llamada pallanka) es una asana o postura de meditación sentada con las piernas cruzadas, cada pie ubicado encima del muslo opuesto.
En el hinduismo y el budismo está relacionada con la práctica de la meditación. 
Se debe evitar intentarla si no se tiene la suficiente experiencia pues forzar las piernas a realizar esta postura puede lesionar las rodillas.
Según sus practicantes, esta posición mejora la respiración y la estabilidad física.[cita requerida]
Algunas de las imágenes más conocidas donde se representa la postura del loto suelen ser las de Shiva (dios ascético hinduista) y las de Buda Gautama (fundador del budismo).

## Registro histórico

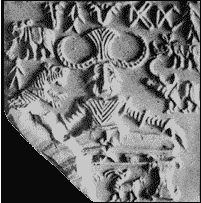
Fotografía del libro Mohenjo Daro and the Indus Civilization (del arqueólogo británico John Marshall; Londres, 1931) que muestra un sello de arcilla (al menos del 1500 a. C.) de la cultura del valle del Indo, donde aparece un ser antropomorfo con cuernos, sentado con las piernas cruzadas en lo que podría ser la posición de loto.

En los años 1920 se encontró un altorrelieve de un ser antropomorfo sentado con las piernas cruzadas, aunque no se alcanza a ver si están entrecruzadas al estilo padmāsana. La cerámica provenía de la cultura del valle del Indo (entre el 2600 a. C. y el 1800 a. C.).
Su descubridor —el arqueólogo británico John Marshall— supuso, con un poco de imaginación, que se trataba del dios hinduista Pashupati, ‘señor de las bestias’.
Si la intuición fuese cierta, esta sería la primera representación pictórica del padmāsana.

## Variantes

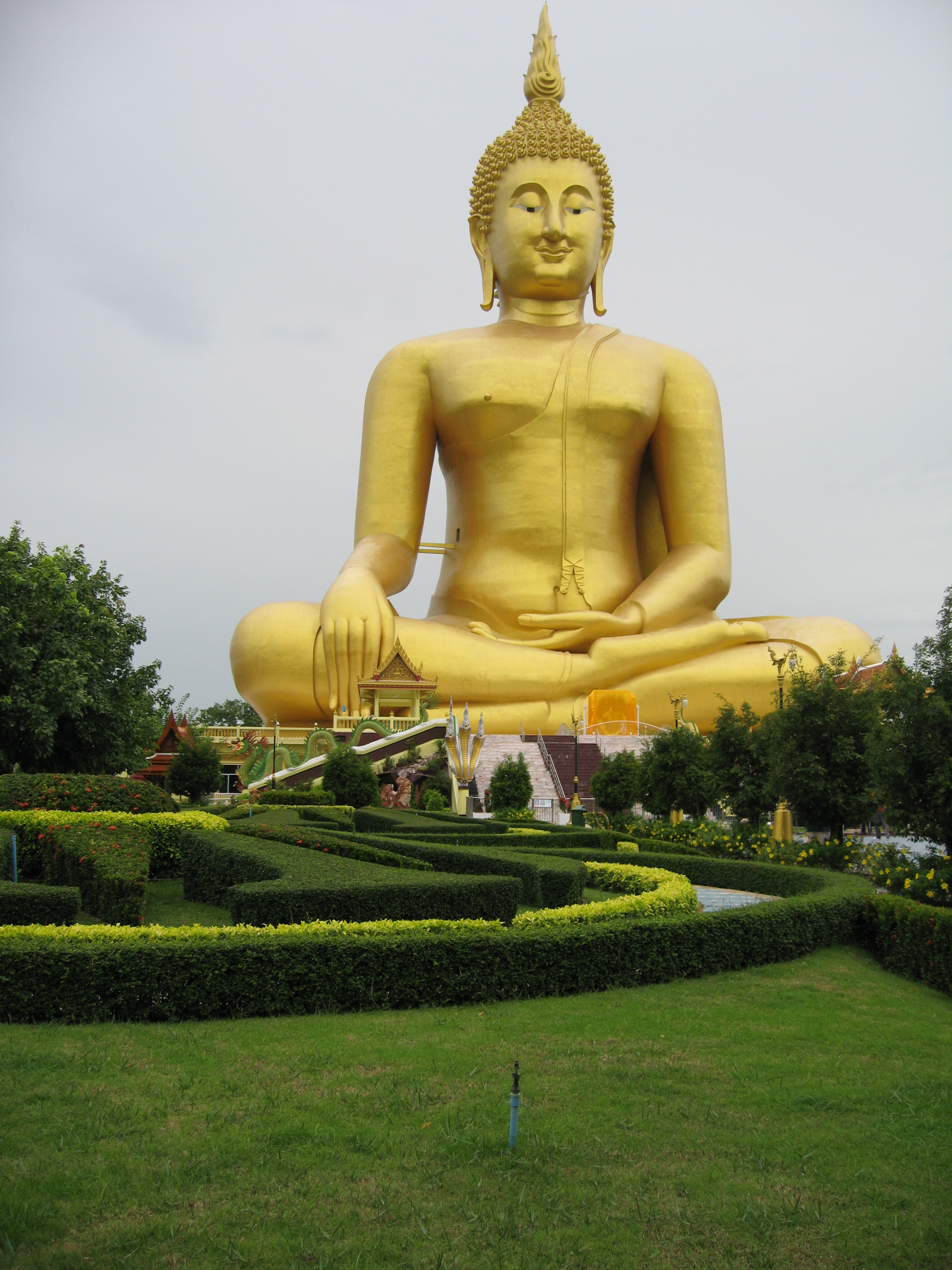
El Gran Buda de Tailandia se encuentra en medio loto.

### Medio loto
El medio loto (en sánscrito: अर्ध पद्मासन, romanizado: Ardha Padmasana, lit. 'semi-posición de loto') es una postura en la que una de las piernas se encuentra posicionada en el piso y la otra se encuentra doblada en posición de loto, con el pie encima del muslo. Es considerada más fácil y cómoda que el loto completo, por lo que se recomienda realizarla antes de intentar hacer la posición de loto.

### Loto atado
El loto atado (en sánscrito: बद्ध पद्मासन, romanizado: Baddha Padmasana) se realiza posicionando las piernas en loto completo y posteriormente se lleva las manos por la espalda para agarrar el pie opuesto.

### Pose de unión psíquica
La pose de unión psíquica (en sánscrito: यओगमुद्रासन, romanizado: Yogamudrasana) se realiza posicionando las piernas en loto completo e inclinando el cuerpo para tener la frente lo más cerca posible del suelo. Se considera tanto un asana como un mudra.

### Loto parado de cabeza
El loto parado de cabeza (en sánscrito: पद्मा शीर्षासन, romanizado: Padma sirsasana) es la variante más difícil del loto, pues  combina la postura Shirshasana con el padmasana, por lo que se debe parar de cabeza apoyándose con los brazos y realizando el loto con las piernas.

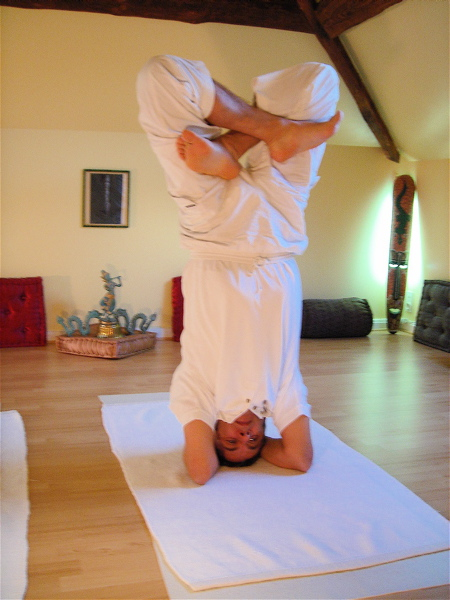
Hombre realizando el Padma Sirsasana.

## En el arte y la cultura

### Cultura asiática
En el budismo, las estatuas del fundador, Buda Gautama, a veces lo representan sentado en posición de loto y entronizado sobre una flor de loto.
En el hinduismo, las estatuas a menudo representan dioses, especialmente a Shiva, meditando en padmasana.
En Bali, el padmasana es también un tipo de santuario hindú, llamado así por la postura.
En el jainismo, los tirthankaras que están sentados se representan en la postura del loto.
|              |
| Buda Gautama |

|       |
| Shiva |

|          |
| Mahavira |

|                                                                    |
| Un santuario de padmasana, en el pura Jagatnatha en Denpasar, Bali |

### Cultura occidental
El erudito en religión Thomas Tweed escribió en 2008 que 'la imagen predominante de la práctica budista ha sido la del meditador solitario, con los ojos medio cerrados, sentado en posición de loto'. La novela de Ian Fleming de 1964 Solo se vive dos veces tiene al héroe de acción James Bond que visitó Japón, donde 'practicó asiduamente sentarse en la posición del loto'.